# Marcello Venturoli
Marcello Venturoli (Roma, 1915 – Roma, 2002) è stato un critico d'arte, giornalista, saggista, scrittore e letterato italiano.

## Biografia
Durante gli studi universitari si mette in luce come poeta. 

Si laurea in legge e nel 1940 inizia ad interessarsi del mondo dell'arte frequentando pittori e scultori della capitale. 

Nel 1941 pubblica il saggio "Le acqueforti di Bartolini" e nel 1943 il suo saggio sulla Quadriennale di Roma "Viaggio intorno alla Quadriennale". 

Per l'Editrice Sandron firma, nel 1945, Interviste di frodo e I giorni d'Ignazio. Nel 1951 pubblica Dizionario della paura con il quale vince il Premio Viareggio Saggistica. 

Collabora con numerose riviste e diventa critico d'arte per Paese Sera. 

Con l'editore Luciano Lischi pubblica, nel 1953, Dagli impressionisti a Picasso. Nel 1957 vince nuovamente il Premio Viareggio con La patria di marmo - 1870/1911.

Nel 1963 entra in contrasto con la direzione di Paese Sera, viene licenziato e si ritira nella sua casa di Ostia. Durante questi anni pubblica molti saggi e continua la sua opera critica su pittori come Raimondo Bonamici, Fabrizio Zitelli, Rosario Bellante, Anna Sticco, Attilio Alfieri, Anna Caser, Giorgio Celiberti, Antonio Vangelli, Rosanna Forino, Vittorio Polidori, Mino Argento, Ennio Busonero e scultori come Giancarlo Marchese Aurelio De Felice, Guido Di Fidio, Annalisa Ramondino e altri. 

Muore a Roma nel 2002.

## Opere
- Le acqueforti di L. Bartolini, Roma, tip. Ferri, 1941.
- Viaggio intorno alla Quadriennale, Roma, Edizioni Raccolta, 1943.
- I giorni d'Ignazio, Roma, Sandron, 1945.
- Interviste di frodo, Roma, Sandron, 1945.
- Dizionario della paura, con Ruggero Zangrandi, Pisa, Nistri-Lischi, 1951.
- Dagli Impressionisti a Picasso. Taccuino di un critico d'arte, Pisa, Nistri-Lischi, 1953.
- La patria di marmo. 1870-1911, Pisa, Nistri-Lischi, 1953.
- Lo sprecadonne, Milano, Rizzoli, 1965.
- Personaggi e vicende dell'arte moderna, Pisa, Nistri-Lischi, 1965.
- Il viaggiatore in arte, Milano, Rizzoli, 1966.
- Dietro il silenzio, Milano, Rizzoli, 1968.
- Tutti gli uomini dell'arte, Milano, Rizzoli, 1968.
- Montecitorio: uomini e fatti (1970)
- Il libro di Giona (1970)
- Canto plurale, Ancona, L'astrogallo, 1976.
- Il fiore buio, Ancona, L'astrogallo, 1979. Premio Nazionale Letterario Pisa 1980[2]
- Il filo iridato, Ancona, L'astrogallo, 1982.
- Ugolino da Belluno. Opere dal 1971 al 1982, a cura di e con Dino Carlesi, Bologna, Bora, 1982.
- Racconti in versi, Ancona, L'astrogallo, 1985, Premio Nazionale Rhegium Julii[3].
- Il palazzo di Montecitorio, Roma, Editalia, 1985. ISBN 88-7060-161-7.
- Dimitris Hordakis. Meraviglie del quotidiano, Bologna, Bora, 1986. ISBN 88-85638-67-8.
- Eloquenti e muti, Siracusa, Ediprint, 1987.
- Come dal giorno prima, Ancona, L'astrogallo, 1988.
- Mimmo Conenna. Perficio, Mantova, Corraini, 1988.
- M. Pilone. Le stele di paesaggio (1989)
- Lea Monetti, a cura di e con Tommaso Paloscia e Dino Carlesi, Bologna, Bora, 1991. ISBN 88-85345-13-1.
- Io, Saffo, Roma, Newton Compton, 1992.
- Costellazione madre (1993)
- La stella di Giuditta, Roma, Newton Compton, 1994. ISBN 88-7983-376-6.
- Oche a Idarino (1995)
- Vittorio Polidori. Fantasia del vero (1998)
- Paesi e fiori. Specchio dell'anima nella pittura di Luciano Pasquini, Bottega d'Arte, 1999.
- Lettere alla postina, Ancona, L'astrogallo, 2002.
- Il critico a domicilio, Pasian di Prato, Campanotto, 2007. ISBN 978-88-456-0938-1.